# Zeytinova, Bayındır
Zeytinova là một thị trấn thuộc huyện Bayındır, tỉnh İzmir, Thổ Nhĩ Kỳ. Dân số thời điểm năm 2010 là 1.546 người.